# Clathrozoella bathyalis
Clathrozoella bathyalis är en nässeldjursart som beskrevs av Peña-Cantero, Vervoort och Watson 2003. Clathrozoella bathyalis ingår i släktet Clathrozoella och familjen Clathrozoellidae. Inga underarter finns listade i Catalogue of Life.